# 篠田直哉
篠田 直哉（しのだ なおや、1996年5月12日 - ）は、日本のディレクター、演出家、YouTuber。名古屋テレビ放送（メ～テレ）コンテンツビジネス局 副主事。愛称は「メモ少年」。

## 概要
小学生のときからロバートの大ファンであり、ライブには300回以上参加している。コント中にメモをとっていたことから「メモ少年」と呼ばれる。ロバートへの愛が転じ、ロバートの番組があった名古屋テレビ放送（メ～テレ）に入社し、ロバートの秋山竜次を起用した番組を含む様々な番組を制作している。

## 略歴
大阪府高槻市出身。2007年の小学5年生の夏休み、TSUTAYAで借りた『ロバートLIVE！2006』のDVDのコント「トゥトゥトゥサークル」に熱狂した。夢中になるあまり、DVDを返却してはレンタルすることを繰り返した結果、母親はこのDVDを購入した。また、夏休み明けの学校で「トゥトゥトゥサークル」を作った。
ロバートのライブに行った際に、ライブの内容を忘れず家に持ち帰りたいが、ライブは録音・録画が禁止であることからネタの内容をメモしていた。なお、2007年に鑑賞したライブで、メモを読み返して笑うため、すでにコントのメモをとっていた。2010年8月9日のライブ「ロバート企画」で笑わずにメモをとっていることに秋山が気づき、「あのメモしてる少年はなんだ？」とコメントしたことで、「メモ少年」の愛称で呼ばれることとなった。
山本博がロバートの3人の中で唯一Twitter（現在のX）を利用しており、山本へのリプライのみOKという親の許可を得て、「メモ少年」のTwitterアカウントを作成し、受験や進路などについて報告していた。
その後、ロバートのマネージャーを目指し大阪府立池田高等学校へ進学。高校でもロバートの「布教」を行った。
2012年のライブでは、山本に舞台裏でメモをさせ、山本と入れ替わってコント「トゥトゥトゥサークル」を演じた。
その後、法政大学に進学し、学園祭の実行委員としてロバートをオファーし、1時間の単独ライブを成功させた。ここで、テレビ局の就職を目指すようになった。大学の卒業論文もロバートの分析を行ったものである。
2019年、ロバートが出演するレギュラー番組があった名古屋テレビ放送（メ～テレ）に入社。
2020年、配信番組『唐沢佐吉のメ～テレ大爆発TV!!』を制作。秋山が扮する伝説のTVプロデューサー・唐沢佐吉が主役の番組で、自身が初めてディレクターを担当した番組である。
2023年には、『秋山歌謡祭』を制作した。本番組では秋山をアーティストのように扱っている。
2024年には、『秋山歌謡祭』の続編にあたる『秋山歌謡祭2024』を制作している。T.M.Revolutionの西川貴教は『秋山歌謡祭2024』に番組ゲストとして出演し、その後自身のイベント『イナズマロックフェス』に篠田と秋山を『秋山歌謡祭』として招待している。2025年4月からは、『秋山歌謡祭』の後継番組として『秋山の楽しすぎる約30分』（月1回放送）をスタートさせた。
篠田の父親もお笑い好きであり、篠田がロバートのライブに行けないときには代わりにメモを取っていた。父親もロバートに認知されて、「メモ少年のお父さん」「メモパパ」と呼ばれていた。

## 担当番組

### 現在
- 『パパラのスゴイじゃんTV‼︎』
- 『秋山の楽しすぎる約30分』

### 過去
- 『BomberE』
- 『秋山歌謡祭』

## 出演
- 『激レアさんを連れてきた。』 - テレビ朝日、2022年8月22日

## 著書
- 『ロバートの元ストーカーがテレビ局員になる。～メモ少年～』東京ニュース通信社、2022年6月25日。ISBN 978-4-06-528370-7。